# Easton Corbin

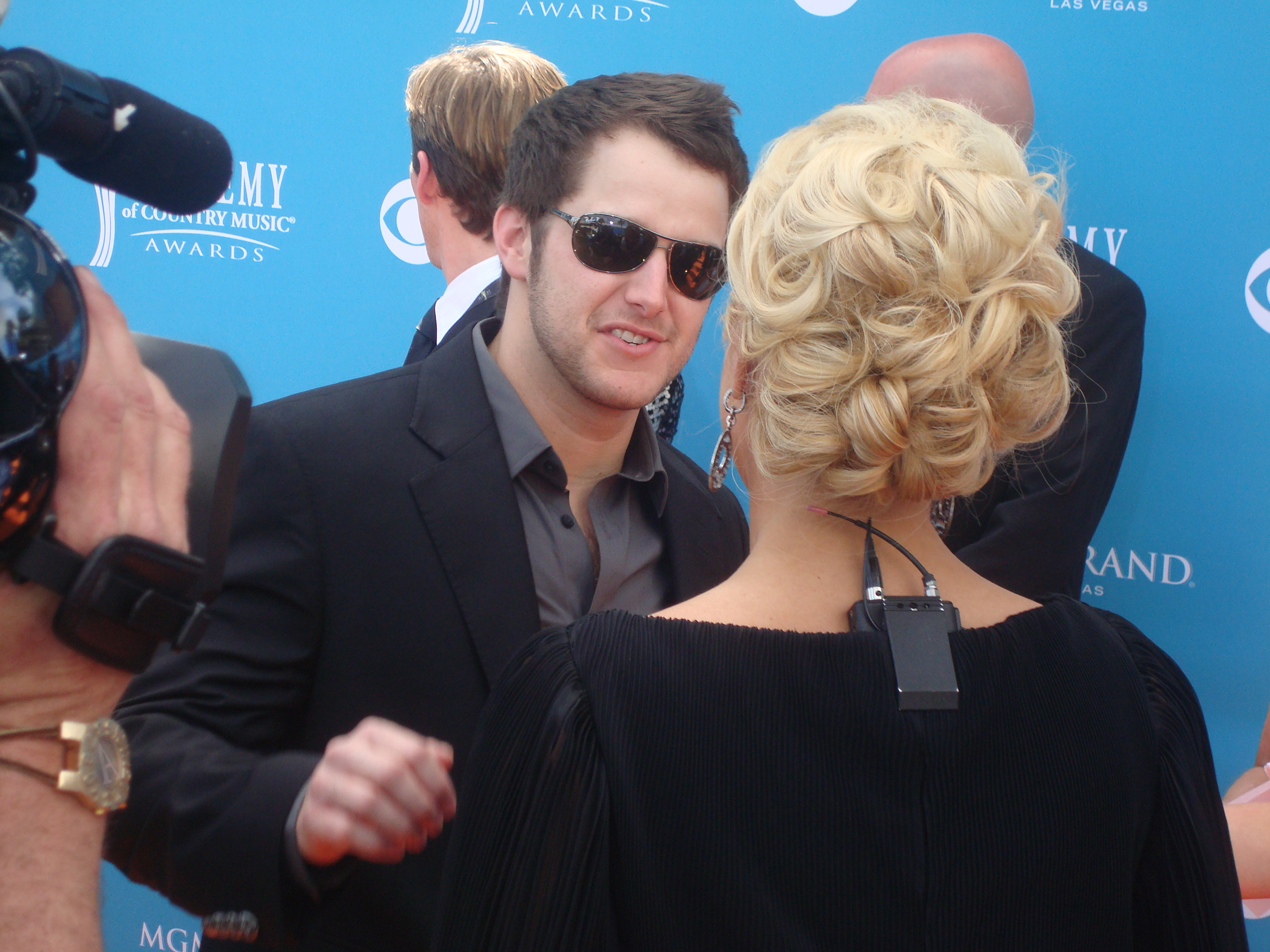
Easton Corbin während eines Interviews

Easton Corbin (* 12. April 1982 in Trenton, Florida) ist ein US-amerikanischer Country-Sänger.

## Karriere
Nach der Scheidung seiner Eltern wuchs Corbin bei seinen Großeltern auf einer Rinderfarm auf, wo er mit der Country-Musik in Berührung kam. Mit 15 Jahren nahm er Gitarrenunterricht bei Pee Wee Melton, einem ehemaligen Studiomusiker in Nashville. Er wurde Gitarrist einer einheimischen Band und hatte auch erste Soloauftritte. Bei einem Auftritt in einem Plattengeschäft wurde er entdeckt und für das Suwannee-River-Jam-Festival engagiert. Auftritte im Vorprogramm bekannter einheimischer Musiker folgten.
Nach seinem Collegeabschluss ging er 2006 nach Nashville, um professioneller Musiker zu werden. Nach drei Jahren wurde er von Mercury Nashville unter Vertrag genommen und veröffentlichte noch im selben Jahr seine Debütsingle A Little More Country Than That und kurz darauf eine EP mit demselben Titel. Im September 2009 stieg sein Song erstmals in die Billboard Country Songs ein und arbeitete sich Woche für Woche nach oben, bis er im April 2010 nach Erscheinen seines nach ihm selbst benannten Debütalbums sogar für eine Woche auf Platz 1 stand. Die Nachfolgesingle Roll with It nahm einen ähnlichen Verlauf und stieg im Oktober 2010 ebenfalls bis auf Platz 1. Beide Lieder waren auch in den offiziellen Billboard Hot 100 erfolgreich.

## Diskografie

### Alben
| Jahr | Titel             | Höchstplatzierung, Gesamtwochen, AuszeichnungChartplatzierungen (Jahr, Titel, Platzierungen, Wochen, Auszeichnungen, Anmerkungen) | Höchstplatzierung, Gesamtwochen, AuszeichnungChartplatzierungen (Jahr, Titel, Platzierungen, Wochen, Auszeichnungen, Anmerkungen) | Anmerkungen                              |
| Jahr | Titel             | US | Country | Anmerkungen                              |
| ---- | ----------------- | --- | --- | ---------------------------------------- |
| 2010 | Easton Corbin     | US10 Gold · (57 Wo.)US | Country4 (78 Wo.)Country | Erstveröffentlichung: 2. März 2010       |
| 2012 | All Over the Road | US11 (9 Wo.)US | Country2 (61 Wo.)Country | Erstveröffentlichung: 18. September 2012 |
| 2015 | About to Get Real | US13 (5 Wo.)US | Country1 (13 Wo.)Country | Erstveröffentlichung: 30. Juni 2015      |

### EPs
| Jahr | Titel                           | Höchstplatzierung, Gesamtwochen, AuszeichnungChartplatzierungen (Jahr, Titel, Platzierungen, Wochen, Auszeichnungen, Anmerkungen) | Höchstplatzierung, Gesamtwochen, AuszeichnungChartplatzierungen (Jahr, Titel, Platzierungen, Wochen, Auszeichnungen, Anmerkungen) | Anmerkungen                           |
| Jahr | Titel                           | US | Country | Anmerkungen                           |
| ---- | ------------------------------- | --- | --- | ------------------------------------- |
| 2009 | A Little More Country Than That | — | Country44 (6 Wo.)Country | Erstveröffentlichung: 18. August 2009 |

### Singles
| Jahr | Titel Album                                   | Höchstplatzierung, Gesamtwochen, AuszeichnungChartplatzierungen (Jahr, Titel, Album, Platzierungen, Wochen, Auszeichnungen, Anmerkungen) | Höchstplatzierung, Gesamtwochen, AuszeichnungChartplatzierungen (Jahr, Titel, Album, Platzierungen, Wochen, Auszeichnungen, Anmerkungen) | Anmerkungen                                                                                |
| Jahr | Titel Album                                   | US | Country | Anmerkungen                                                                                |
| ---- | --------------------------------------------- | --- | --- | ------------------------------------------------------------------------------------------ |
| 2009 | A Little More Country Than That Easton Corbin | US42 Platin · (20 Wo.)US | Country1 (35 Wo.)Country | Erstveröffentlichung: 4. August 2009                                                       |
| 2010 | Roll with It Easton Corbin                    | US55 Platin · (19 Wo.)US | Country1 (29 Wo.)Country | Erstveröffentlichung: 26. April 2010                                                       |
| 2010 | I Can’t Love You Back Easton Corbin           | US76 (11 Wo.)US | Country14 (28 Wo.)Country | Erstveröffentlichung: 8. November 2010                                                     |
| 2012 | Lovin’ You Is Fun All Over the Road           | US57 Platin · (20 Wo.)US | Country7 (40 Wo.)Country | Erstveröffentlichung: 27. Februar 2012                                                     |
| 2013 | All Over the Road                             | US51 ×2Doppelplatin · (20 Wo.)US | Country9 (34 Wo.)Country | Erstveröffentlichung: 14. Januar 2013                                                      |
| 2014 | Clockwork About to Get Real                   | — | Country31 (18 Wo.)Country | Erstveröffentlichung: 28. Januar 2014                                                      |
| 2014 | Baby Be My Love Song About to Get Real        | US56 Gold · (16 Wo.)US | Country11 (35 Wo.)Country | Erstveröffentlichung: 8. September 2014                                                    |
| 2015 | Let’s Ride –                                  | — | Country50 (1 Wo.)Country | Erstveröffentlichung: 17. Juli 2015                                                        |
| 2015 | Yup About to Get Real                         | — | Country44 (17 Wo.)Country | Erstveröffentlichung: 27. Juli 2015                                                        |
| 2016 | Are You with Me About to Get Real             | — | Country46 (3 Wo.)Country | Erstveröffentlichung: 23. Mai 2016 ursprünglich auf dem Album All Over the Road erschienen |
| 2017 | A Girl Like You About to Get Real             | US98 Gold · (1 Wo.)US | Country15 (45 Wo.)Country | Erstveröffentlichung: 30. Januar 2017                                                      |

Weitere Singles
- 2019: Somebody’s Gotta Be Country
- 2019: Raising Humans
- 2020: Turn Up

### Gastbeiträge
- 2020: One More Night (Lost Frequencies feat. Easton Corbin)